# نافرمانی‌های مدنی در ایران پس از انتخابات ریاست‌جمهوری ۱۳۸۸
پس از انتخابات ریاست جمهوری ۱۳۸۸ در ایران که به روی کار آمدن دوبارهٔ محمود احمدی‌نژاد انجامید، معترضان به این انتخابات دست به ابراز مخالفت از طریق نافرمانی‌های مدنی زدند. صدور بیانیه‌های اعتراضی، عدم‌همکاری در عرصه‌های مختلف اجتماعی، اقتصادی و سیاسی، نوشتن شعار در معابر و روی اسکناس‌ها و شعارهای شبانه از جملهٔ این نافرمانی‌ها بود.

## استفاده از وسایل برقی پرمصرف در ساعات اوج مصرف
در این طرح معترضان از یکدیگر خواسته‌بودند سر یک ساعت مشخص بیشترین استفاده را از لحاظ مصرف برق داشته‌باشند. این عمل واکنش‌هایی را در پی داشت. روزنامه‌های حامی دولت این عمل را کار «طراحان خارجی آشوبهای اخیر» دانستند.
اما در نهایت انجام این کار باعث خاموشی‌های گسترده در اکثر نقاط کشور شد.
پیش‌تر وزیر نیرو طی واکنشی نسبت به این عمل گفته بود که با نصب خازن در شبکه پیش‌بینی‌های لازم برای تنظیم ولتاژ و فرکانس شده بوده‌است و علاوه بر این همیشه چند هزار مگاوات برق رزرو در شبکه وجود دارد.

## شعار نویسی بر روی اسکناس
با توجه به اعمال محدودیت‌های شدید برای انجام هر نوع تحرک اعتراضی به نتیجه انتخابات ریاست جمهوری ۱۳۸۸، شعارنویسی بر روی اسکناس به عنوان یکی از روش‌های مبارزه بدون خشونت از سوی معترضین پیگیری شده و به عنوان رسانه‌ای جدید مورد استفاده قرار گرفته‌است. این حرکت واکنش برخی مقامات را نیز برانگیخته‌است، برای مثال مرتضی طلایی رئیس کمیسیون فرهنگی شورای اسلامی شهر تهران این حرکات را منافقانه و تحت تأثیر شبکه‌های ماهواره‌ای توصیف کرد و از بانک مرکزی خواست تا این اسکناس‌ها را از چرخه پولی کشور حذف کند.
همچنین برخی نمایندگان اصولگرای مجلس نیز چنین درخواست‌هایی را مطرح کرده‌اند.

## کمپین اس‌ام‌اس میلیونی
ازساعت ۸ صبح ۱۴ دی پیامک‌های مردمی در تلفن‌های همراه جهت شرکت در برنامه نود راه اندازی و گسترش پیدا کرد. متن این پیام‌ها به این شرح بود: «با شرکت دراس ام اس برنامه نود و انتخاب آخرین گزینه، اتحاد میلیونی سبزها را اعلام می‌کنیم.»
به این ترتیب و با ارسال پیام کوتاه به سراسر ایران، برخورد نیروهای دولتی آغاز شد و از بعدازظهر دیروز پاسخ‌های تردید برانگیزی در گوشی‌های همراه قرارگرفت که به نقل از پایگاه خصوصی میرحسین موسوی به دست داشتن سپاه و اطلاعات در ترغیب مردم برای فرستادن اس‌ام‌اس و شناسایی آن‌ها اشاره شده بود: «فیس بوک آقای میرحسن موسوی ـ برنامه پیامک امشب دسیسه تلویزیون و اطلاعات سپاه است، فریب نخورید، کنسل.»
با نزدیک شدن به ساعت پخش برنامه «نود» هیجان دوشنبه شب‌های شبکه سه به اوج خود رسید تا موافق و مخالف حکومت جمهوری اسلامی ایران تماشاگر برنامه‌ای باشند که «عادل فردوسی پور» به عنوان مجری و تهیه‌کننده آن، پربیننده‌ترین برنامه سال‌های اخیر تلویزیون را به روی آنتن می‌برد.
فردوسی پور که خود از حامیان میرحسین موسوی در انتخابات ریاست جمهوری به‌شمار می‌رفت و برنامه اش به همین دلیل تا مدت‌ها توقیف و پخش مجدد آن با تردیدهای زیادی رو به رو شده بود، بار دیگر و در آزمایشی حساس به جعبه‌های جادویی منازل ایرانیان آمد و با اعلام گزینه‌های مسابقه خود، فراخوان ارسال پیام‌های کوتاه را معرفی کرد. اعلام فردوسی پور از گزینه‌های مسابقه پیام کوتاه در سه مورد بود. ۱. ضعف مدیریت فوتبال. ۲. ضعف کادرفنی ومربیان. ۳. افت و خداحافظی نسل طلایی بازیکنان. اما ده دقیقه پس از پخش برنامه و تا لحظه تهیه این گزارش اولین آمارهای برنامه نود استقبال دو میلیون نفری مردم از گزینه سبز با رقم ۸۰ درصدی را نشان می‌داد. به این ترتیب بود که مدیران سیمای جمهوری اسلامی بدون داشتن امکان قطع برنامه، به پخش آگهی‌های مکرر روی آوردند و حامیان جنبش سبز، بار دیگر حیرت همگان را برانگیختند.
این انتخاب عجیب مردم که فارس را هم به شگفتی واداشت و سبب شد تا جهان نیوز در مطلبی طنز از تقلب وسیع در مسابقه پیامکی ۹۰، سخن به میان آورد در پایان نتیجه به این شرح بود که۷۵درصد از یک میلیون و هشتصد هزار نفری شرکت‌کننده درنظرسنجی، گزینه آخر را انتخاب کردند. گزینه‌ای که به نظر نمی‌رسید خیلی ورزشی باشد!
نتیجه نظرسنجی برنامه نود، خیلی‌ها را شوکه کرد به حدی که در هر نیم ساعت بیش از ۵۰۰ هزار پیامک دریافت می‌شد و اگر زمان برنامه با فشار کاهش نمی‌یافت و تا ساعت ۲ بامداد باقی می‌ماند رکورد ۳ میلیون پیامک قبلی این برنامه را نیز می‌شکست.
ولی با این وجود برخی رسانه‌ها با واکنش‌های عصبی و تند به پرخاش‌های رسانه‌ای جالبی دست زده‌اند تا ضمن متهم کردن فردوسی پور و برنامه وی بهانه‌ای برای مخدوش کردن نتیجه عجیب این نظرسنجی داشته باشند.
به گزارش روزنامه «جهان ورزش» این برنامه البته با چند دقیقه تأخیر آغاز شد و عادل فردوسی پور، تهیه‌کننده و مجری ۹۰ دلیل آن را طول کشیدن سریال شبکه ۳ اعلام کرد. نود اما در ساعت ۱:۲۵ دقیقه بامداد امروز به پایان رسید. در حالی که قرار بود ۳ ساعت طول بکشد و بعد از ساعت ۲ بامداد تمام شود.
فردوسی پور حتی حدود ساعت ۰۰:۳۰ دقیقه بامداد اعلام کرد «۱ ساعت و نیم دیگر در خدمت دکتر دادکان خواهیم بود» و در خلال صحبت‌هایش بارها گفت «امیدواریم فرصت کافی داشته باشیم و دوستان در تلاشند که زمان برنامه را اضافه کنند.»
دست آخر هم بخشی از صحبت‌های علی کفاشیان، رئیس فدراسیون فوتبال، مسابقات لیگ یک و یکی، دو برنامه دیگر را پخش نکرد و ضمن عذرخواهی گفت: «به دلیل فشرده شدن برنامه فرصت نشد سایر بخش‌ها را پخش کنیم.» او به فشرده شدن برنامه اشاره کرد نه طولانی شدن صحبت‌های دادکان.
از طرفی دومین باری که نود آمار اس‌ام‌اس‌های ارسالی را پخش کرد نشان می‌داد ۱۰۴۲۸۸۱ نفر به گزینه ۳ رای دادند. این آمار حدود ساعت ۲۳:۴۰ دقیقه شب پخش شد که با توجه به گذشت تنها ۳۰ دقیقه از آغاز برنامه آماری فوق‌العاده می‌نمود. نه فقط تا آن موقع که تا دقایقی بعد ۷۷ درصد اس‌ام‌اس‌های ارسالی مربوط می‌شد به گزینه ۳. اما آخرین باری نود آمار اس‌ام‌اس‌ها را نشان داد ۱۱۳۰۱۵۴ نفر به گزینه ۳ رای داده بودند. یعنی با گذشت حدود یک ساعت و ۴۵ دقیقه از برنامه کمتر از ۹۰ هزار نفر به این گزینه رای دادند. نسبت اس‌ام‌اس‌های ارسالی به گزینه ۳ حتی ۲ درصد کاسته شده بود و آخرین آمار ۷۵ درصد برای گزینه ۳ را نشان می‌داد تا این شک به وجود آید که اس‌ام‌اس‌هایی که با مضمون ۳ به شماره ۲۰۰۰۹۰ ارسال می‌شدند اصلاً شمرده نمی‌شدند. این‌ها فقط آمار و احتمالاتی است که در مورد برنامه دیشب وجود دارد و سند درستی در دسترس نیست. شاید هم انتقادهای محمد دادکان از محمد علی‌آبادی و کفاشیان باعث شد عده زیادی تصمیم بگیرند ضعف مدیران را دلیل اصلی افت فوتبال ایران بدانند و به گزینه یک رای بدهند.
عادل فردوسی پور که این هفته برنامه اش با یک موضوع سیاسی دیگر نیز عجین شده بود و برای کاهش تنش‌ها سعی می‌کرد بحث فنی کند تا نتیجه‌گیری سیاسی از آن گرفته نشود و حتی رنگ سبز را نیز از نمودارهای پیامک‌های برنامه حذف کرده بود، با این وجود با واکنش مخاطبان خاصی روبرو شده که گزینه آخر نظرسنجی پیامک این برنامه را به منظور اعلام قدرت انتخاب کرده بودند.